# Səmra Rəhimli

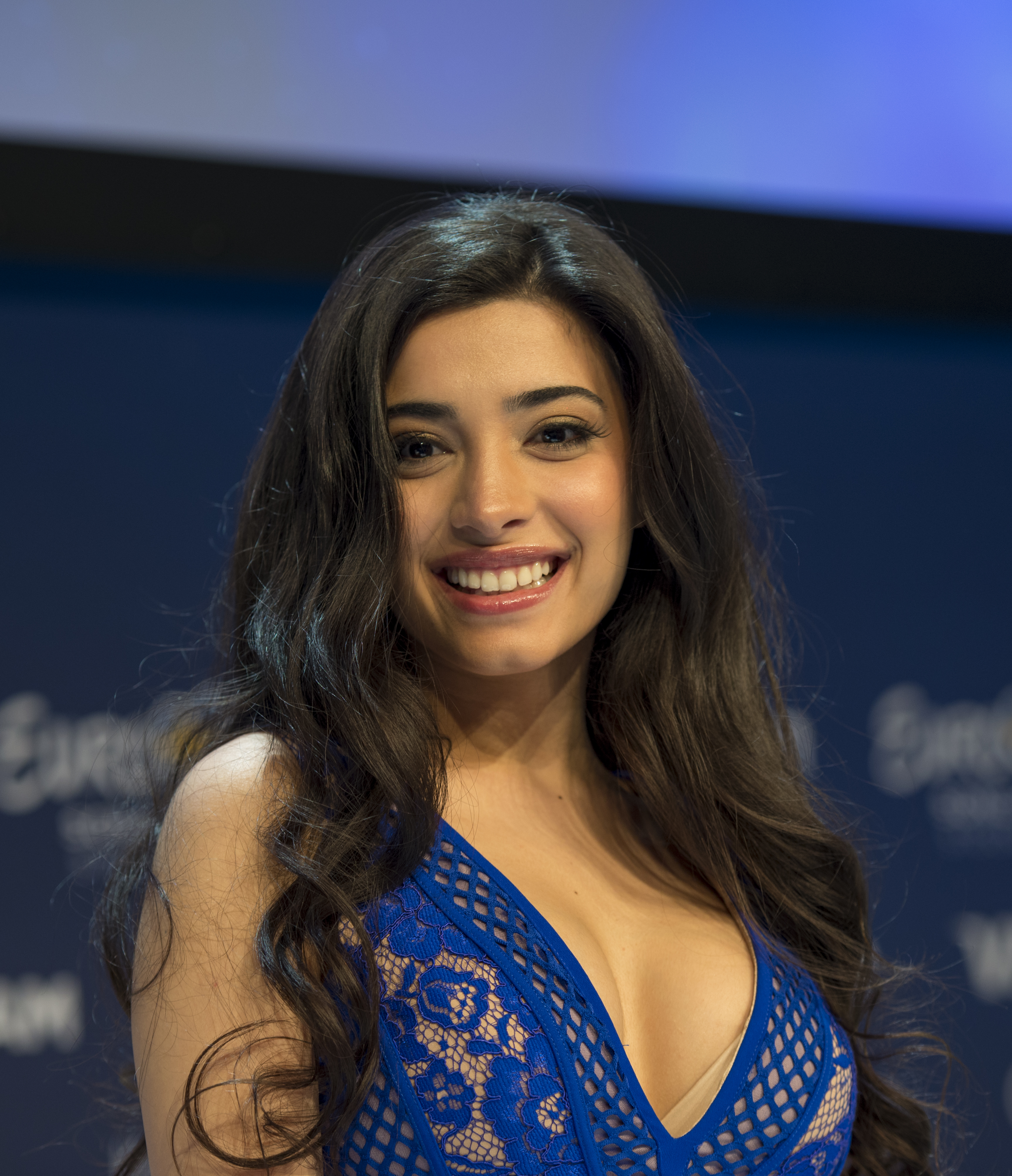
Səmra beim Eurovision Song Contest, Mai 2016

Səmra Rəhimli (deutsch auch: Sämra Rähimli; englisch / international: Samra Rahimli; * 1994 in Baku) ist eine aserbaidschanische Sängerin. Sie vertrat Aserbaidschan beim Eurovision Song Contest 2016 in Stockholm.

## Karriere
Mit 16 Jahren nahm sie an der aserbaidschanischen Vorentscheidung Milli Seçim Turu für den Eurovision Song Contest 2012 in Baku teil, konnte sich aber nicht für das Finale qualifizieren. 2015 nahm sie an O Ses Türkiye teil und erreichte das Viertelfinale. Anfang 2016 war sie eine der Finalisten bei der ersten Ausgabe von The Voice of Azerbaijan.
Am 10. März 2016 wurde bekanntgegeben, dass Rəhimli intern von İctimai ausgewählt wurde, Aserbaidschan beim Eurovision Song Contest mit dem Lied Miracle zu vertreten, wobei sie sich erst am 10. Mai im ersten Halbfinale beweisen musste. Sie schaffte es ins Finale und belegte den 17. Platz.

## Diskografie
Singles
- 2015: O Sevir
- 2016: Miracle
- 2017: Badminton
- 2018: Ters Gedir
- 2018: Hypnotized
- 2018: Пиджак
- 2019: Armas